# Flitsclub Sneek
Flitsclub Sneek is een jeugdzeilvereniging voor de Flitsklasse uit Sneek.
De club is opgericht in 1972 en heeft als doel het jeugdzeilen in de Flits, een tweepersoons houten jeugdboot, voor leden (8 tot 18 jaar) en hun ouders zo aantrekkelijk mogelijk te maken. Leden van de vereniging worden tijdens zeilwedstrijden bijgestaan door de vereniging door middel van zogenaamde stand-byboten. De vereniging beheert ook een boten- en bemanningsbank voor de Flitsklasse.
In 1997 werd een boek uitgebracht ter gelegenheid van het 25-jarig bestaan, genaamd: 25 jaar Flitsclub en Flits in het Noorden. Het werk is geschreven door Henk Doevendans.
In 2010 had de vereniging ongeveer 100 jeugdleden.